# École européenne d'Helsinki
L'école européenne d'Helsinki (en finnois : Helsingin eurooppalainen koulu, sigle ESH) est une École européenne a Helsinki en Finlande.

## Présentation
L'école est installée dans un bâtiment historique.
L'école est accréditée par le réseau des écoles européennes. 
C'est une école gérée par l'Agence nationale de l'éducation. 
L'enseignement y est divisé en deux années préscolaires, cinq ans en primaire et sept ans en secondaire. 
L'école comprend trois sections linguistiques : finnois, anglais et français.
L'école suit le programme des écoles européennes. 
L'examen final est le baccalauréat européen.